# Voto Latino
Voto Latino es una organización estadounidense no partidista y sin fines de lucro fundada en 2004 para promover la clase política, integrando a miles de jóvenes latinos en el proceso político, que alienta la participación cívica. 
Voto Latino ha producido campañas premiadas en varios medios de comunicación, encabezadas por celebridades que alientan a los jóvenes latinos a registrarse para votar y a comprometerse. Voto Latino está firmemente convencida de que es la nueva generación de jóvenes Latinos de los Estados Unidos que dará forma a la democracia de Estados Unidos.
Rosario Dawson ha contribuido activamente a reclutar a otras celebridades como Demi Lovato, Wilmer Valderrama, Eva Longoria, Jessica Alba, y Common a la causa de Voto Latino,  y ha desempeñado un papel activo en el registro de votantes.